# 蒂利卡湖國家公園
蒂利卡湖國家公園（芬蘭語：Tiilikkajärven kansallispuisto）是芬蘭的一個國家公園，位於北薩沃尼亞區和凱努區。蒂利卡湖國家公園成立於1982年，面積34平方（13平方英里）。建立国家公园是为了保护湖泊、河流、沼泽和山脊独特的荒野自然风光。

## 蒂利卡湖（芬蘭語：Tiilikka）
蒂利卡湖面积约4平方千米，被中间的山脊分成两部分，湖岸崎岖不平。湖的四周都是浅沙滩。由于湖水贫瘠，沼泽化，湖中水生植物稀疏。

## 森林
国家公园的森林面积不到三分之一，多为荒芜的松树林。